# محمد فلاح (لاعب كرة قدم)
محمد فلاح (بالفرنسية : Mohammed Fellah) لاعب كرة قدم نرويجي من أصل مغربي ريفي , من مواليد 24 ماي 1989. يلعب كلاعب وسط لفائدة نادي ساندفيورد (بالنرويجية: Sandefjord Fotball)
ولد محمد فلاح ب ''[[أوسلو]]'' بالنرويج لأبوين مهاجرين من مدينة الحسيمة بالريف المغربي.

## وصلات خارجية
- محمد فلاح على موقع اتحاد النرويج (النرويجية)
- محمد فلاح على موقع قاعدة بيانات كرة القدم.إي يو (الإنجليزية)
- محمد فلاح على موقع ناشيونال فوتبول تيمز (الإنجليزية)
- محمد فلاح على موقع Soccerway.com (الإنجليزية)
- محمد فلاح على موقع AS.com (الإسبانية)